# Трубецкая, Екатерина Николаевна
Княжна Екатери́на Никола́евна Трубецка́я (в замужестве княгиня Орло́ва; 1840 — 23 июля 1875) — фрейлина российского императорского двора (23.04.1858); супруга дипломата, князя Н. А. Орлова; кавалерственная дама ордена Святой Екатерины (малого креста) (03.03.1875).

## Биография
Единственная дочь богатого князя-католика Николая Ивановича Трубецкого от брака с графиней Анной Андреевной Гудович. По отцу внучка князя И. Д. Трубецкого; по матери — генерал-майора графа А. И. Гудовича. Родилась в Брюсселе, где её родители находились из-за нездоровья княгини Трубецкой. После они переехали в Париж и поселились в роскошном четырехэтажном особняке на улице Клиши. С конца 1840-х годов каждое лето и осень семья Трубецких проводила в загородном шато (имение) Бельфонтен близ Фонтенбло. Купив это поместье в 1856 году, они жили там постоянно.
Екатерина получила хорошее домашнее образование, владела английским, французским и немецким языками, интересовалась литературой и была превосходной пианисткой. По словам современника, её мать, «женщина прогрессивная и свободомыслящая, много мудрила в воспитании своей дочери, девушки очень неглупой и замечательно красивой». Кроме гувернанток, её главным руководителем по части наук был Мориц Гартман, известный немецкий писатель и человек крайне радикального образа мыслей; он даже посвятил своей ученице книгу.
В апреле 1858 года Екатерина Николаевна стала невестой князя Николая Орлова. Узнав об их помолвке, увлеченный ею граф Лев Толстой записал в своем дневнике: «Известие о свадьбе Орлова с Трубецкой возбудило во мне грусть и зависть». Княгиня Трубецкая была не в восторге от брака дочери и долгое время не давала своего согласия. Она никак не решалась примириться с мыслью, что её единственная дочь станет женой простого смертного и желала выдать её за человека гениального. Влюбленной Екатерине Николаевне стоило немало усилий уговорить мать. Свадьба состоялась 9 июня 1858 года в Париже. Из русских приглашено было очень мало гостей, но по желанию князя А. Ф. Орлова присутствовал на ней Геккерн. Шафером со стороны невесты был И. С. Тургенев. Об этом свадебном торжестве Герцен писал:

Весь цвет нашей знати праздновал в Париже свадьбу. Рюриковские князья и князья вчерашнего дня, графы и сенаторы, литераторы, увенчанные любовью народной, и чины, почтенные его ненавистью, все русское население, гуляющее в Париже, собралось на домашний, русский пир к послу; один иностранец и был приглашен как почётное исключение — Гекерен, убийца Пушкина!

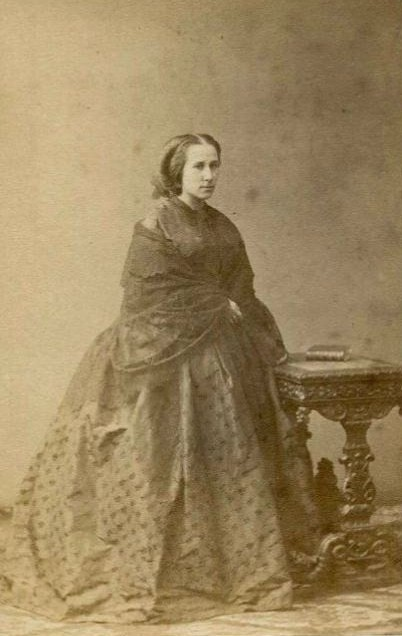
Екатерина Николаевна

 После свадьбы Орловы жили в имении Трубецких в Бельфонтене. С назначением в 1859 году мужа императорским послом в Бельгии, Екатерина Николаевна переехала с ним в Брюссель. Лето они обычно проводили на одном из курортов Франции. В 1862 году Орловы отдыхали в Биаррице, там в отеле Hôtel d’Europe 6 августа Екатерина Николаевна познакомилась с посланником прусского короля в Париже — Отто фон Бисмарком.
Остановка Бисмарка в Биаррице продлилась 17 дней, в течение которых он имел возможность общения с княжной, прогулок по улицам города, купания в море. 47-летний Бисмарк настойчиво ухаживал за 22-летней Екатериной Николаевной и называл её «самой восхитительной из всех женщин». В письмах к сестре он признавался, что «немного влюблен в прекрасную принцессу Кити Орлову, немного эксцентричную, но прекрасно образованную особу». История их летнего романа нашла свое отражение в книге внука княгини Николая Орлова, впервые опубликованной в Мюнхене в 1936 году.

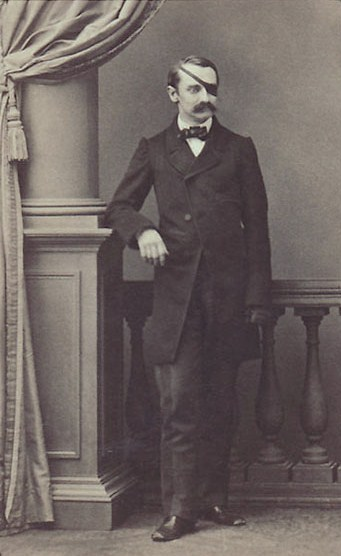
Князь Николай Орлов

Екатерина Николаевна часто ссорилась с мужем и уезжала к родителям. В начале 1867 года после многолетнего бесплодного брака, княгиня Орлова оказалась беременной. Пошли слухи, что отцом будущего ребенка якобы является король Бельгии Леопольд II, поскольку Орлов страдает импотенцией. Супруги предпочли не поднимать шума и дали сплетням самим раствориться.
С назначением князя в 1871 году русским посланником во французской Третьей республике Орловы жили в Париже. Свой дом они держали открытым для гостей, и Екатерина Николаевна много занималась благотворительностью. С начала 1875 года здоровье княгини Орловой резко начало ухудшаться. После перенесенной кори у неё развилась болезнь почек; подозревали также туберкулез. По предписанию врачей она поехала в Швейцарию на курорт Санкт-Мориц, где 23 июля 1875 года умерла от анемии. Узнав о её смерти, Тургенев писал своей приятельнице баронессе Ю. П. Вревской:

Сейчас услыхал о смерти княгини Орловой, жены нашего посланника. Мне очень ее жаль. Хорошая была женщина.
 Похоронена рядом с отцом близ Бельфонтена на кладбище при капелле, выстроенной им. Её муж умер 17 марта 1885 года и был также похоронен в Самуа. В браке родила двух сыновей — Алексея (1867—1916; генерал) и Владимира (1868—1927; поручик лейб-гвардии конного полка, долгое время был доверенным лицом Николая II), и дочь Анну (09.03.1871—21.03.1871).